# NEB-84
Проникающая бомба NEB-84 (тур. Nüfuz Edici Bomba (NEB) 84) представляет собой боеприпас класса «воздух-земля» с последовательной проникающей боевой частью. Разработана в Турции для удовлетворения требований к бомбам тяжёлого класса против заглублённых и укреплённых военных целей.

## Характеристика
NEB-84 — первый бронебойный боеприпас, разработанный в Турции. Предназначен для использования всеми самолётами, совместимыми с бомбами общего назначения серии Mark 84, особенно самолётами F-16 и F-4E ВВС Турции, и для пробития железобетона толщиной 2,1 метра и твердостью 35 МПа. Внешняя геометрия NEB, интерфейсы комплекта наведения, масса, центр масс и характеристики инерции аналогичны боеприпасам общего назначения Mark 84. NEB-84 совместим с турецким комплектом точного наведения HGK и американским комплектом лазерного наведения GBU-10E/B.
Ключевые особенности:
- Высокая эффективность пробития даже при низких скоростях и углах удара
- Высокая эффективность против вторичных целей с предварительно сформированными частицами, используемыми в конструкции основного ядра
- Программируемое время взрыва
- Возможность использования против разных типов целей
- Возможность использования со всеми комплектами наведения, совместимыми с Mark 84
- Может быть сброшен с любого самолёта, способного нести Mark 84

Основные цели:
- Склады боеприпасов
- Подземные нефтехимические склады
- Бункеры
- Ангары для самолётов
- Центры управления и контроля